# Septentrinna bicalcarata
Septentrinna bicalcarata är en spindelart som beskrevs av Eugène Simon 1896.
Septentrinna bicalcarata ingår i släktet Septentrinna och familjen flinkspindlar. Inga underarter finns listade i Catalogue of Life.